# احتجاجات قم 1978
تشير احتجاجات قم 1978 (بالإنجليزية: 1978 Qom protest)‏ إلى المظاهرات ضد سلالة بهلوي التي أشعلتها مقالة إيران والاستعمار الأحمر والأسود المنشورة في صحيفة اطلاعات في 7 يناير 1978. وأهان المقال السيد روح الله الخميِني ووصفه بالسيد الهندي الذي أسس فيما بعد جمهورية إيران الإسلامية.
9 كانون الثاني 1978 (19 داي) يعتبر يوما دمويا في قم.

## مقدمة
وسبق احتجاج قم عام 1978، احتجاجا في نفس السنة ونفس المدينة نظمه طلاب الحوزة العلمية. في 7 يناير 1978، نشر مؤلف مستعار مقالاً يهين الخميني في «إطلاعات»، إحدى الصحف التي تصدر بعد الظهر في طهران. رداً على المقال، اندلعت احتجاجات ضخمة في قم.

## الحدث
في مساء يوم 7 يناير 1978، قام طلاب الحوزة في قم بعمل نسخ يدوية من المقال، وهي طريقة رخيصة وآمنة، مضيفين الإضافة التي مفادها أنه في اليوم التالي كان من المقرر عقد اجتماع في حوزة خان احتجاجًا على محتويات المقالة. احتج الطلاب في اليوم التالي، في 8 يناير، وأغلق البازار في 9 يناير 1978. تحولت احتجاجات 9 يناير إلى أعمال عنف عندما قام شخص ما، أو متظاهرين أو محرضين، بإلقاء الحجارة على نافذة أحد البنوك القريبة مما أدى إلى استخدام قوات الأمن للذخيرة الحية لتفريق الناس ومهاجمتهم. ونتيجة لذلك قُتل ما بين 5-300 شخص في الاحتجاج.

## بعد الحادثة
انتشر الحادث في جميع أنحاء إيران وسرعان ما أصبح معلما هاما أدى إلى تعبئة ثورية.